# Bíró (igazságszolgáltatás)

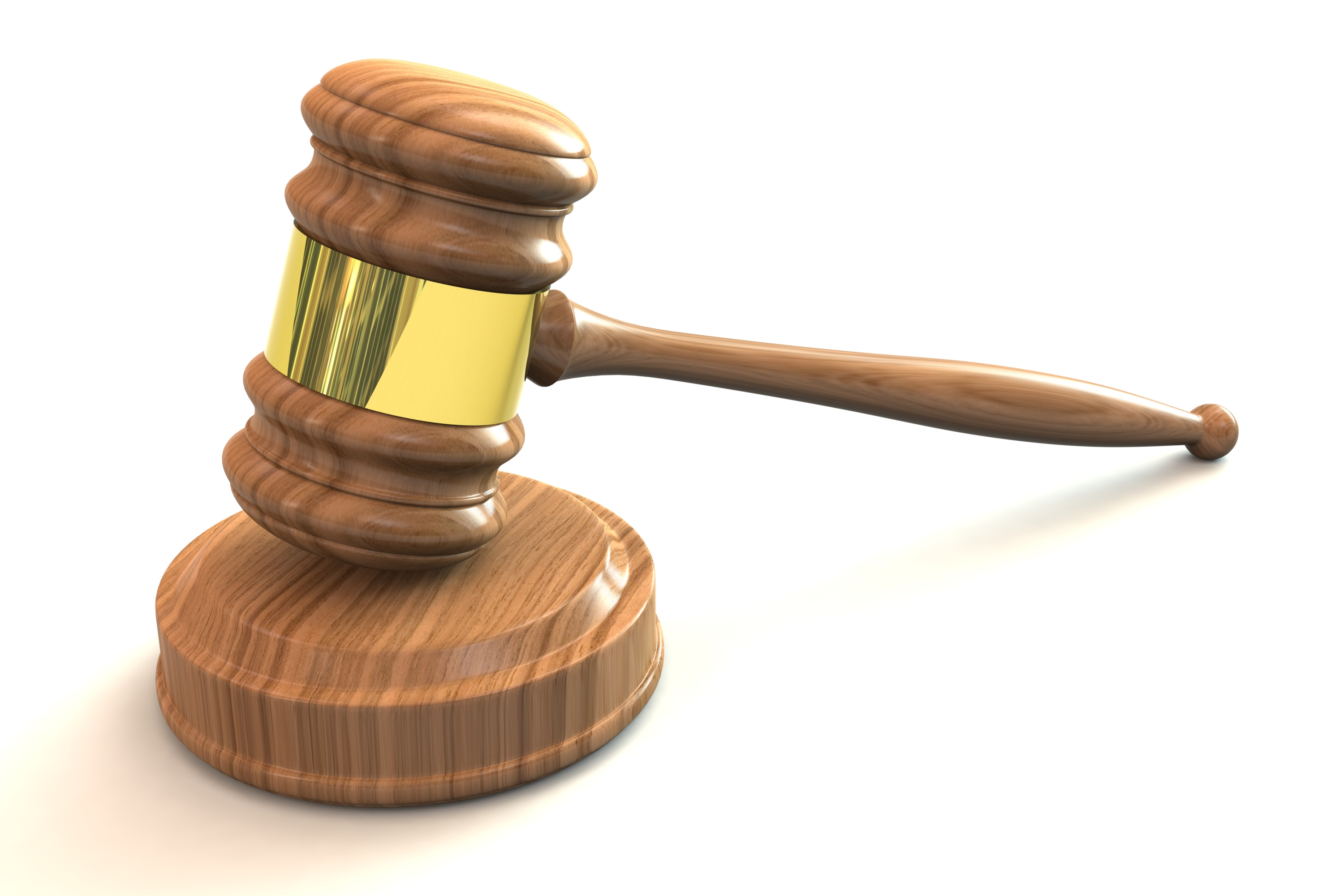
Bírói kalapács, amelynek a magyarországi jogi kultúrában nincs hagyománya

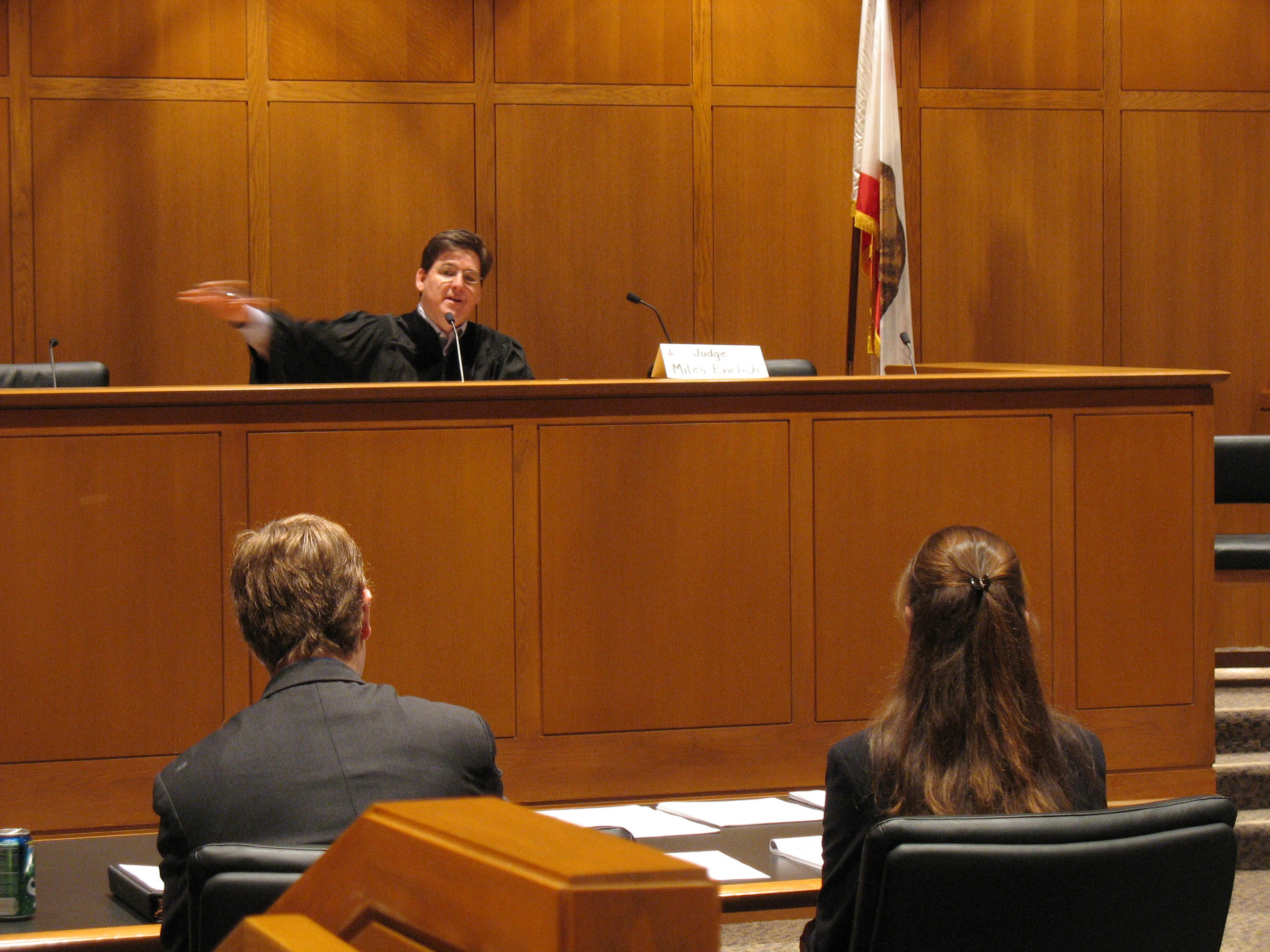
Miles Ehrlich bíró a pulpituson egy amerikai bíróságon

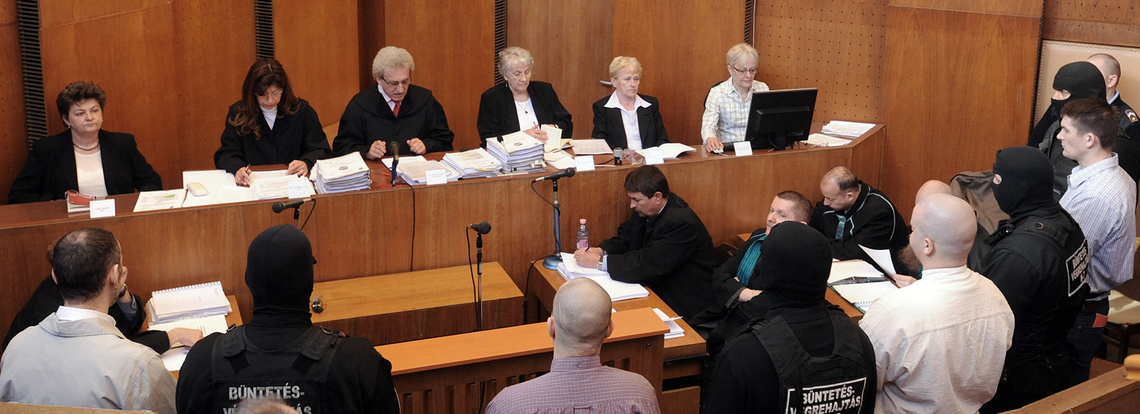
Két hivatásos bíróból és három ülnökből álló tanács a Budapest Környéki Törvényszéken

A hivatásos bíró az állami igazságszolgáltatás meghatározott területen és terjedelemben való gyakorlásával megbízott személy, jogi szakvizsgával rendelkező jogász, a bírói hatalom gyakorlója. A nem hivatásos bíró (bírósági ülnök) pedig az ítélkezésben részt vevő laikus állampolgár, akinek a hivatásos bíróval megegyező jogai és kötelességei vannak. A nem hivatásos bírák valósítják meg a néprészvétel elvét az igazságszolgáltatásban. 

## Hasonló elnevezések
Az igazságszolgáltatás és a közigazgatás szétválasztása a modern polgári demokráciákban kialakult jogelv, amely a hatalmi ágak szétválasztásának a része. Magyarországon a második világháború előtt egyszerűen bírónak nevezték a községi bíró feladatát ellátó személyeket is, bár ők a helyi közigazgatás tisztségviselői voltak.
A választott bíróság tagjai a bíráktól lényegesen különböznek abban, hogy tevékenységük nem állami jellegű, döntésük nem része az igazságszolgáltatásnak.

## A bírói függetlenség
A részrehajlástól mentes itélkezés, a jog uralmának biztosítása érdekében a modern alkotmányok és más törvények biztosítják a bírói függetlenséget, amely más szavakkal azt jelenti, hogy az igazságszolgáltatás bírái csak a jogszabályoknak vannak alávetve. A bíró független az ítélethozatal előtt, közben és után a felektől, az államtól – és még a bírósági szervezettől is. A bírósági szervezet szerinti felettes nem utasíthatja az alárendelt bírót annak ítélkezési munkájában. A bíró ítélkezésében csak a hatályos (és nem a mindenkori) jogszabályoknak van alávetve, tehát ítéletét szabad mérlegelés alapján, saját lelkiismerete szerint hozza meg.

## Összeférhetetlenség
A pártatlan ítélkezés érdekében a törvények a bírákra szigorú összeférhetetlenségi szabályokat állapítanak meg, amely részben arra vonatkozik, hogy az ügyben egy másik fokon már eljárt, a peres felek valamelyikével bizonyos viszonyban van, illetve a törvény – bizonyos tevékenységeken kívül, (például szerzői jog alá eső mű létrehozása, oktatás) bírói állása mellett kereső foglalkozást folytasson.